# غوروي (غوهران)
غوروي (بالفارسية: گوروی) هي قرية تقع في إيران في Gowharan Rural District. يقدر عدد سكانها بـ 285 نسمة بحسب إحصاء 2016.